# Bush Tower
Bush Tower, auch Bush Terminal Building und früher Bush Terminal Sales Building genannt, ist ein denkmalgeschütztes Bürohochhaus in Manhattan in New York City.

## Beschreibung
Der Bush Tower befindet sich an der 42nd Street zwischen der Avenue of the Americas (Sixth Avenue) und dem Broadway nahe am Bryant Park in Midtown Manhattan. Bekannte benachbarte Gebäude sind unter anderem das The Knickerbocker Hotel, der Salesforce Tower und der Bank of America Tower. Wenige Meter westlich liegt der Times Square. In der 42nd Street befindet sich im Sockel des benachbarten Salesforce Towers ein Zugang zur Station 42 Street – Bryant Park der New York City Subway mit den Linien  sowie ein Übergang zur Station Times Square – 42 Street mit der Linie .
Das Bürohochhaus wurde von den Architekten Frank J. Helmle und Harvey Wiley Corbett (Helmle & Corbett) entworfen und von 1916 bis 1918 erbaut und 1921 erweitert. Es steht auf einem 1323 m² großen Grundstück, das sich von der 41st bis zur 42nd Street erstreckt. Auftraggeber war Irving T. Bush, dem Besitzer der Bush Terminal Company mit Sitz in Sunset Park, Brooklyn. Das Gebäude erhielt den Namen „Bush Terminal Building“. Das neugotische Bauwerk besteht aus dem 132 m (433 Fuß) hohen Büroturm an der 42nd Street und dem niedrigeren 1921 erbauten zehnstöckigen Gebäudeflügel an der 41st Street. Die obersten acht Stockwerke des Turms bilden einen rundum zurückgesetzten, sechsgeschossigen achteckigen Turmaufsatz, der mit einem wiederum zurückgesetzten zweigeschossigen und ebenfalls achteckigen Dachpavillon mit Mansardendach gekrönt ist.

## Geschichte
Nachdem die Bush Terminal Company bei Hypotheken in Zahlungsschwierigkeiten geraten war, erwarb die Metropolitan Life Insurance Company den Turm im Mai 1938 bei einer Zwangsversteigerung für eine Million US-Dollar und nahm danach einige Änderungen am Gebäude vor. Ab 1945 wechselte das Bush Terminal Building mehrmals den Besitzer, bis er 1980 von der im Besitz der Familie Dalloul befindlichen Lavoisier Properties gekauft wurde. Diese ließen das Gebäude von 1983 bis 1985 renovieren und benannten es in „Bush Tower“ um. Am 18. Oktober 1988 wurde der Bush Tower von der New York City Landmarks Preservation Commission (LPC) zum Wahrzeichen der Stadt erklärt. Von 2012 bis 2016 unterzog man dem Gebäude eine weitere Renovierung, bei der unter anderem die Lobby vergrößert und an der Basis die ursprüngliche Straßenfront wiederhergestellt wurde. Von 2012 bis 2014 wurde direkt westlich anschließend das 37-stöckige Hotel „Hilton Garden Inn“ errichtet, das seitdem die Ansicht des Bush Towers vom Broadway aus einschränkt. Tribeca Associates und Meadow Partners gelangten 2013 mit dem Kauf des Erbbaurechts für 65 Millionen US-Dollar in den Besitz der Immobilie. Seit 2015 ist das chinesische Unternehmen Vanke mit einer für 125 Millionen US-Dollar erworbenen Mehrheitsbeteiligung Eigentümer des Bürogebäudes. Tribeca Associates behält einen Minderheitsanteil und fungiert als Betreiber des Gebäudes, während Meadow Partners seinen Anteil aufgab. 

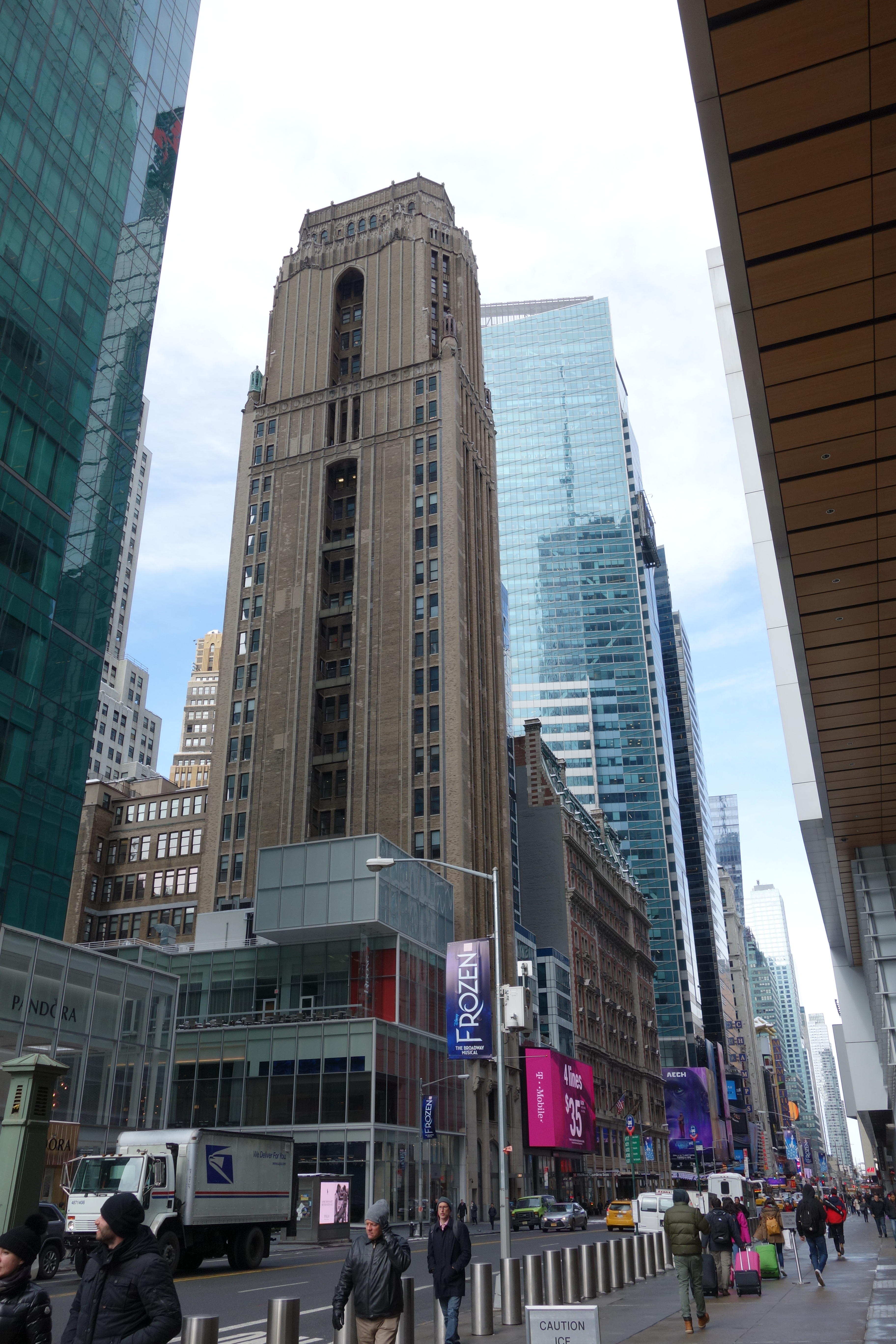
Blick von der Sixth Avenue 2018
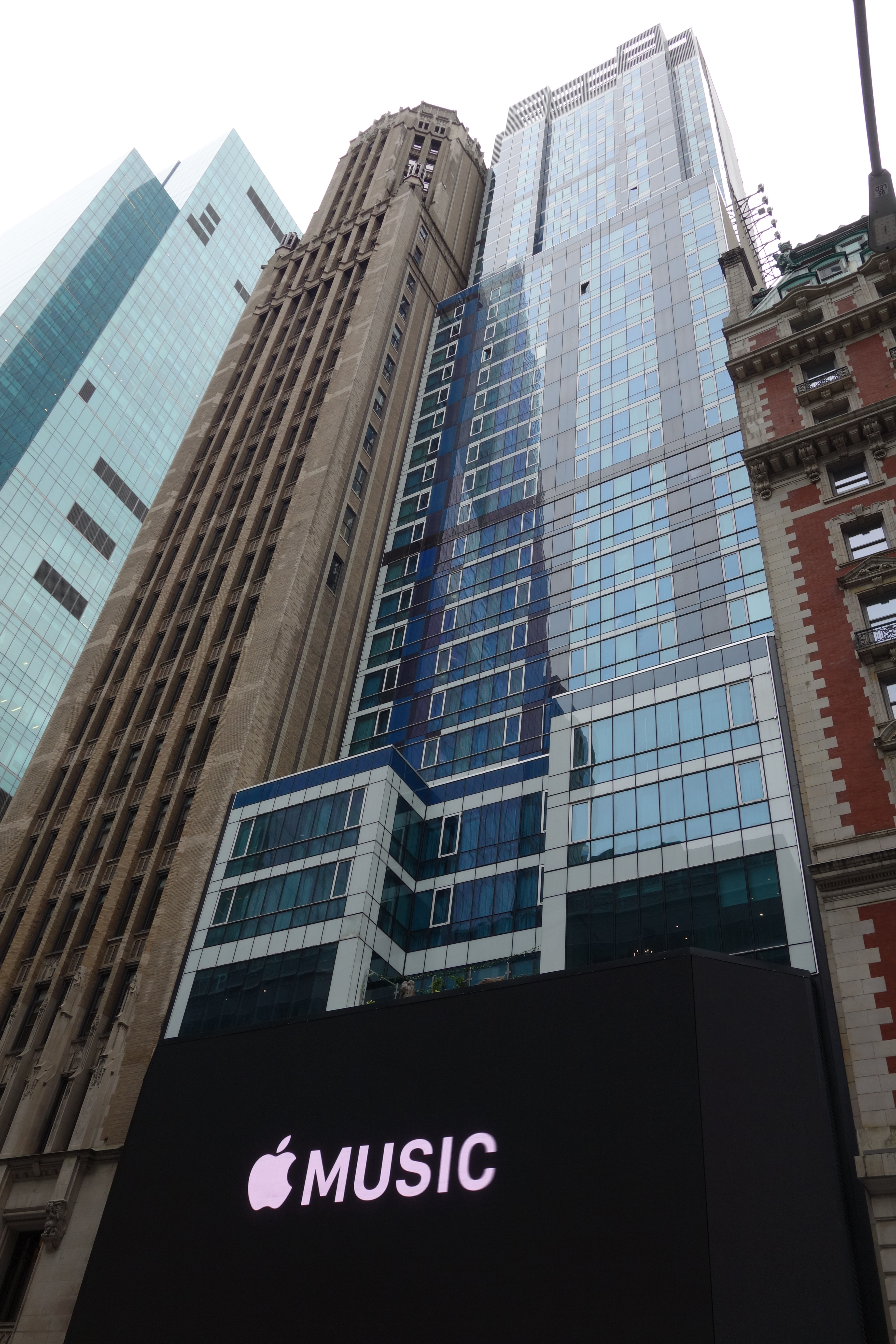
Bush Tower und das Hotel „Hilton Garden Inn“
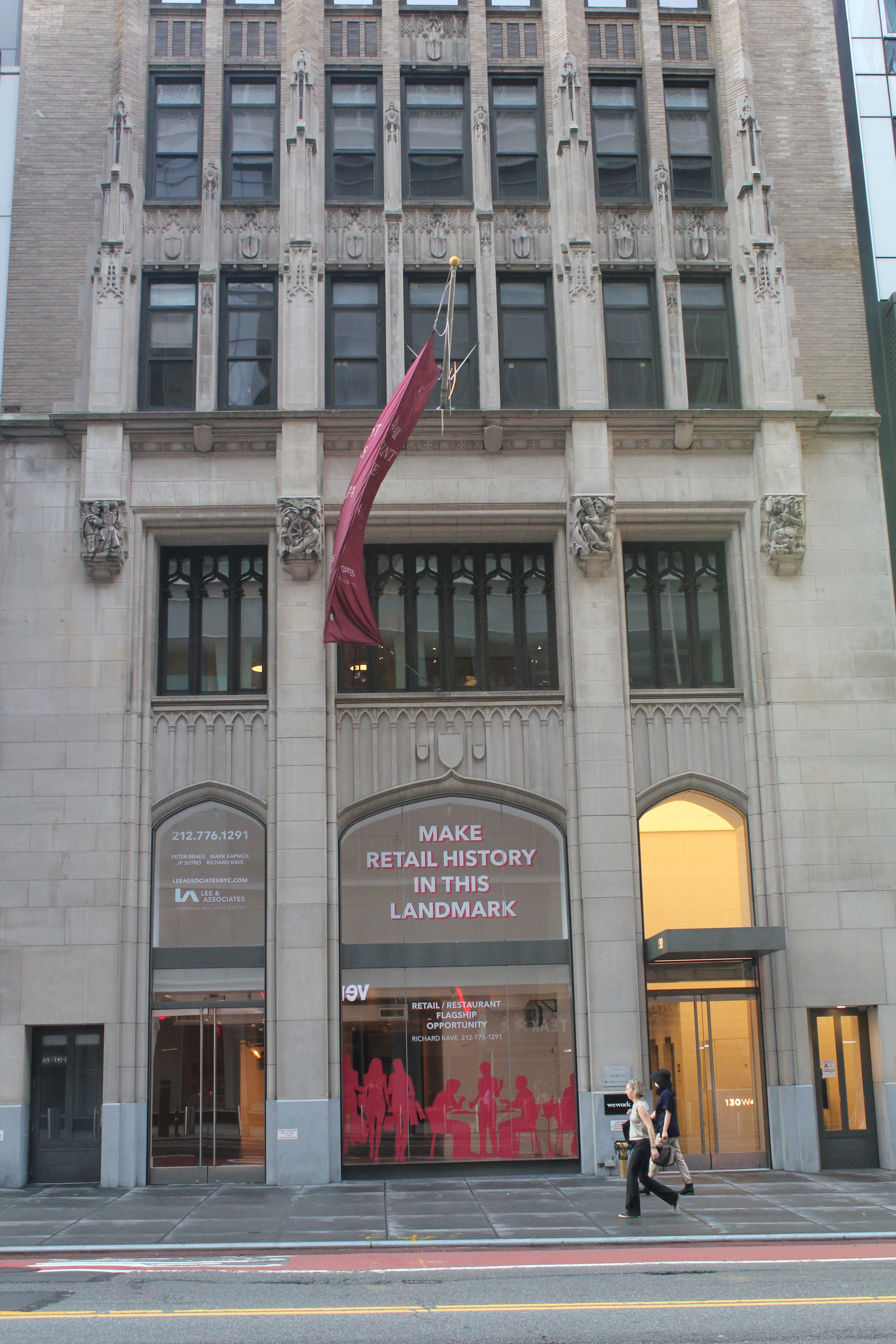
Sockelgeschosse an der 42nd Street
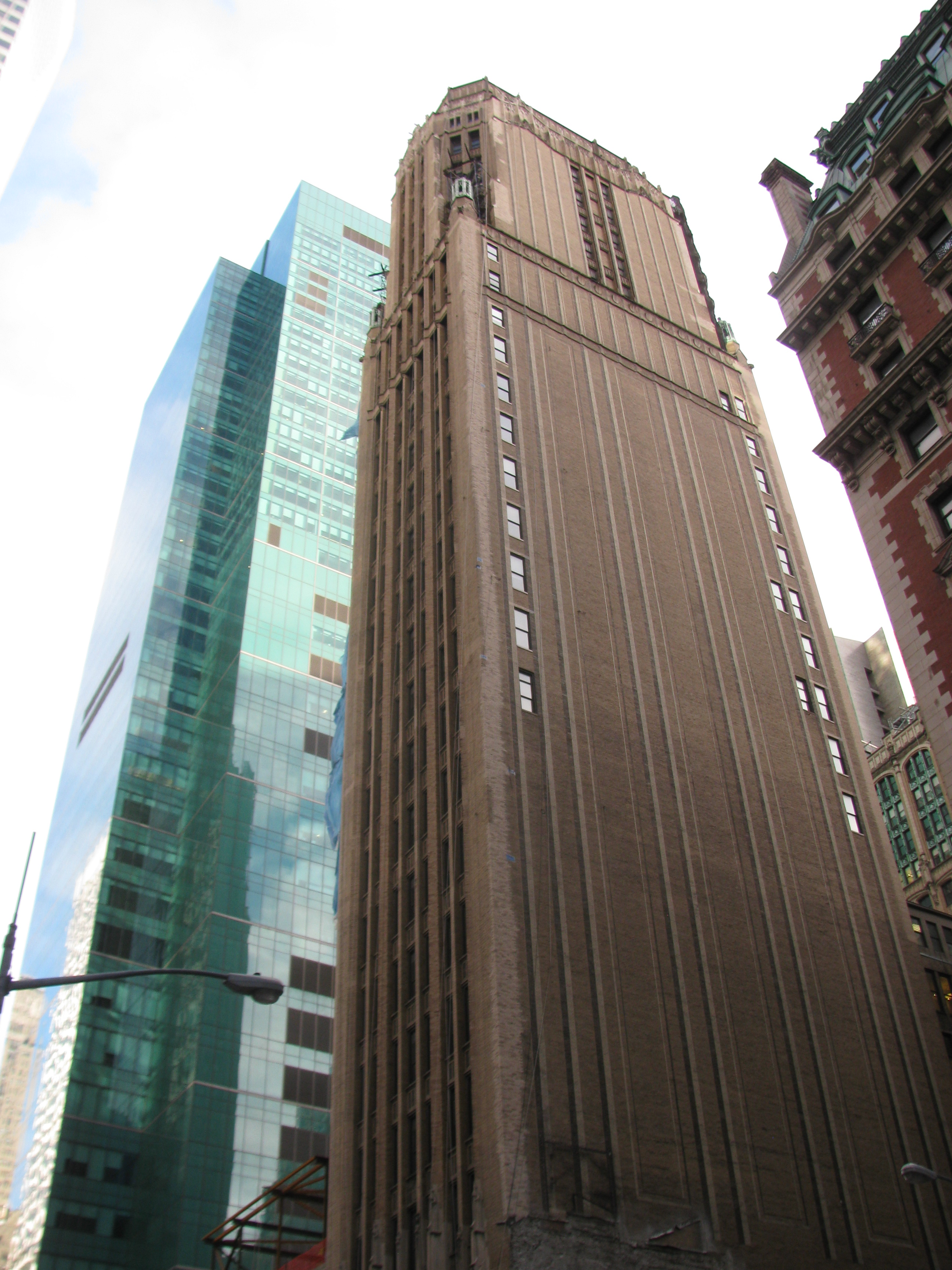
Blick von Westen vor dem Hotelneubau 2012
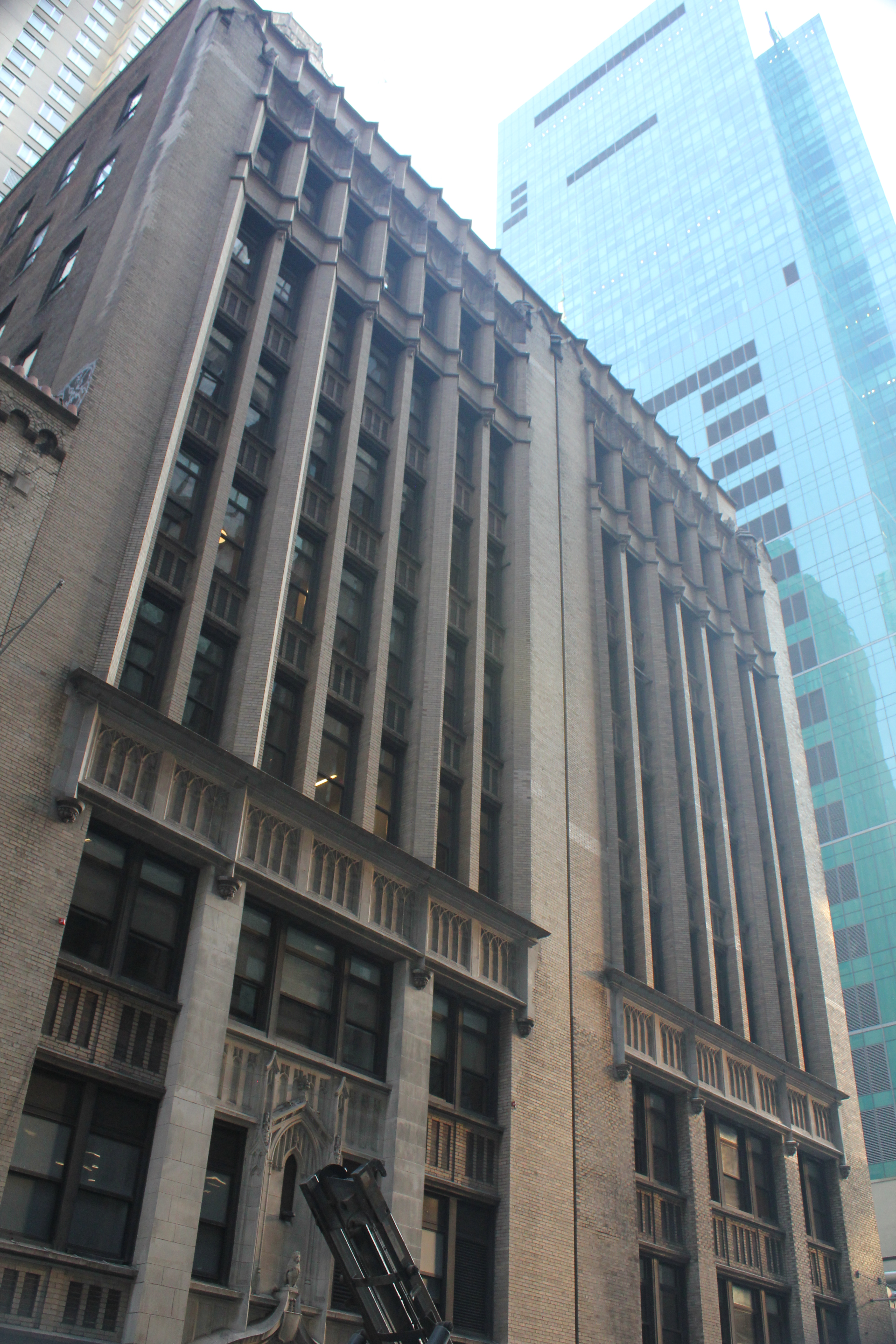
Der Gebäudeteil an der 41st Street, dahinter der Salesforce Tower
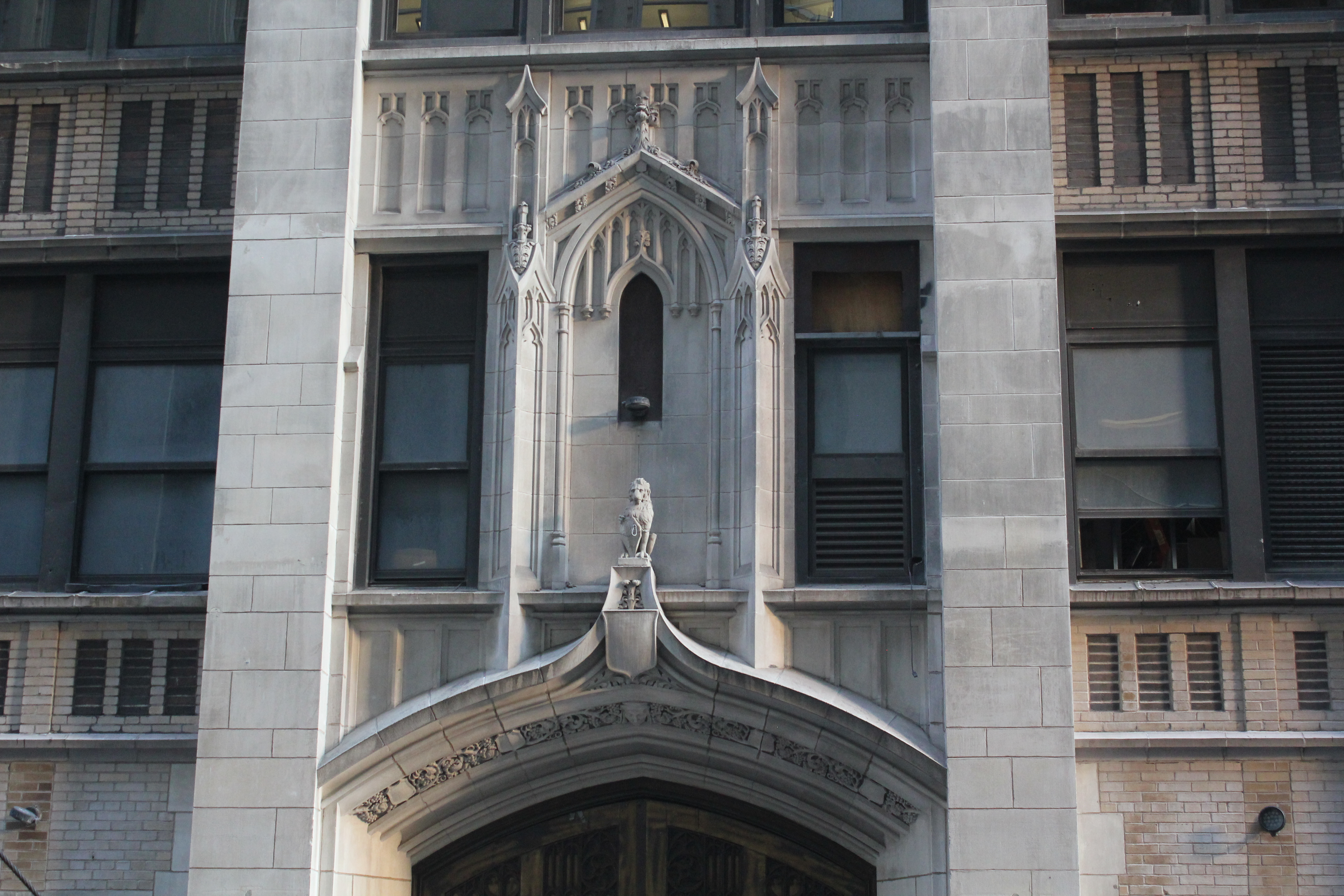
Reliefs über dem Portal in der 41st Street